# José Luis Veloso
José Luis Fidalgo Veloso (ur. 23 marca 1937 w Santiago de Compostela, zm. 13 listopada 2019) – hiszpański piłkarz, występujący na pozycji napastnika.
Z zespołem Realu Madryt trzykrotnie zdobył mistrzostwo Hiszpanii (1967, 1968, 1969) i jeden raz Puchar Europy Mistrzów Krajowych (1966). W latach 1962–1963 rozegrał 4 mecze i strzelił 3 gole w reprezentacji Hiszpanii.